# Hài vệ nữ Đài Loan
Hài Vệ Nữ Đài Loam (tên hai phần: Cypripedium formosanum) là một loài Lan thuộc chi Cypripedium.

## Hình ảnh

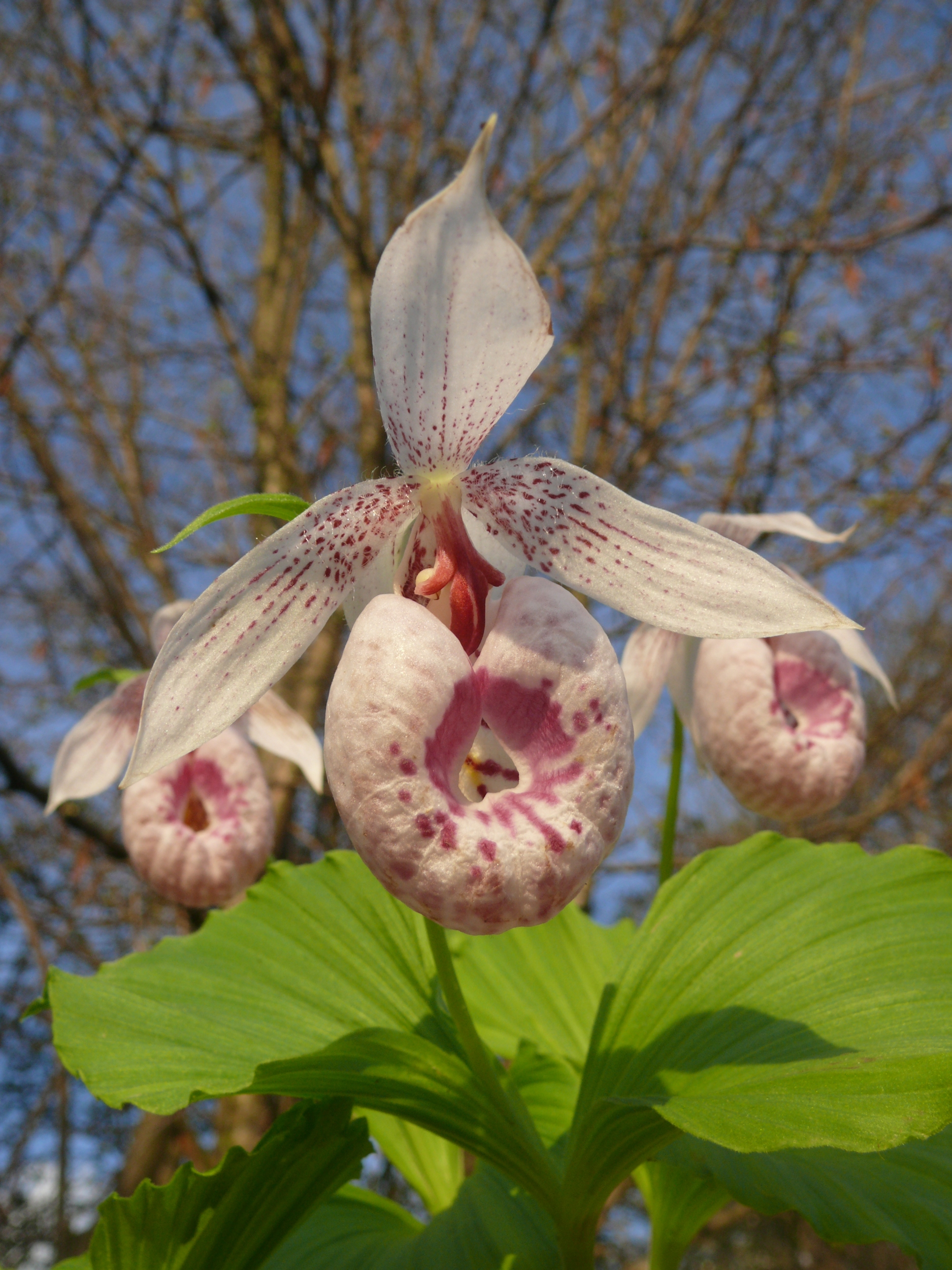
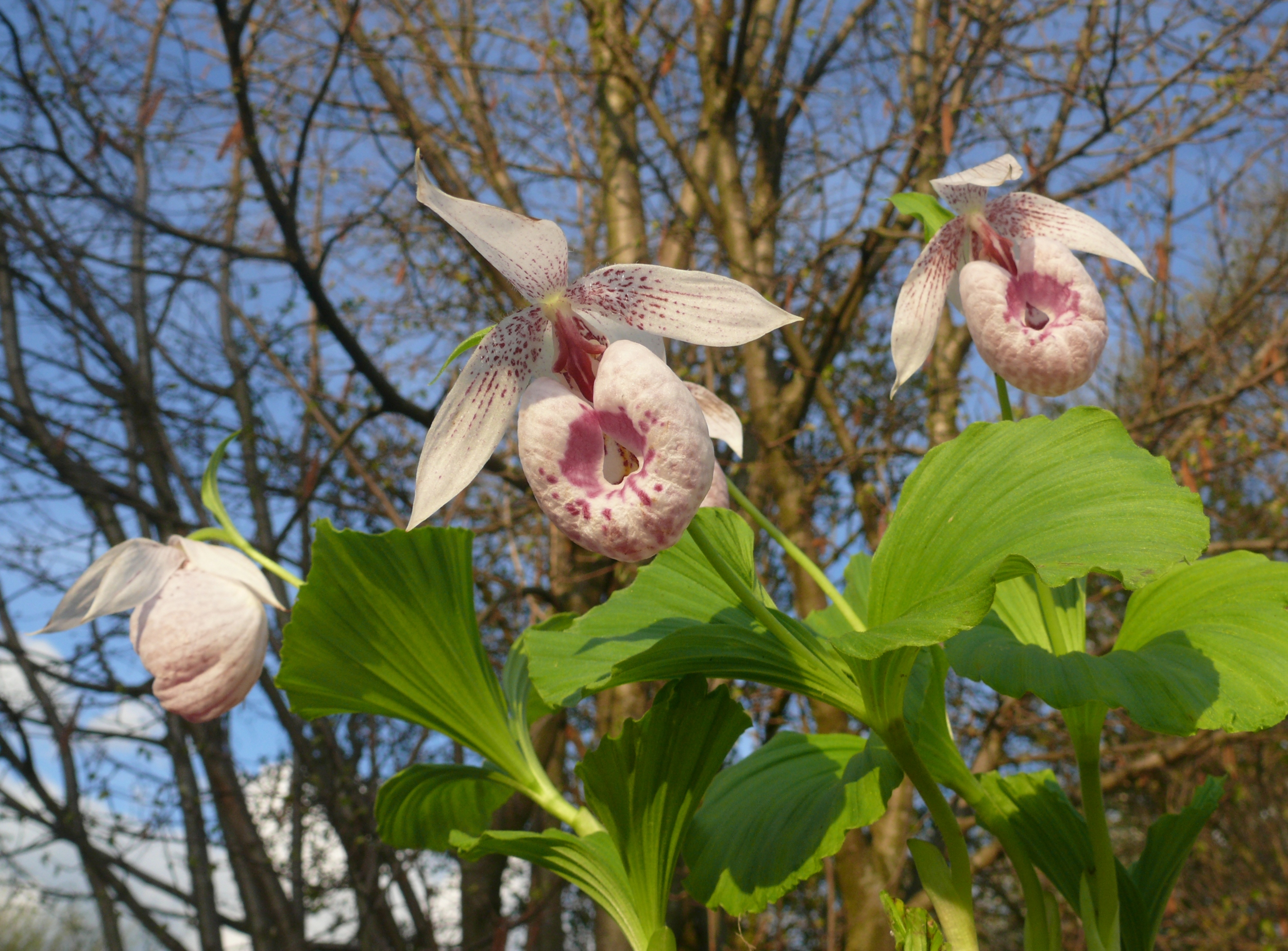
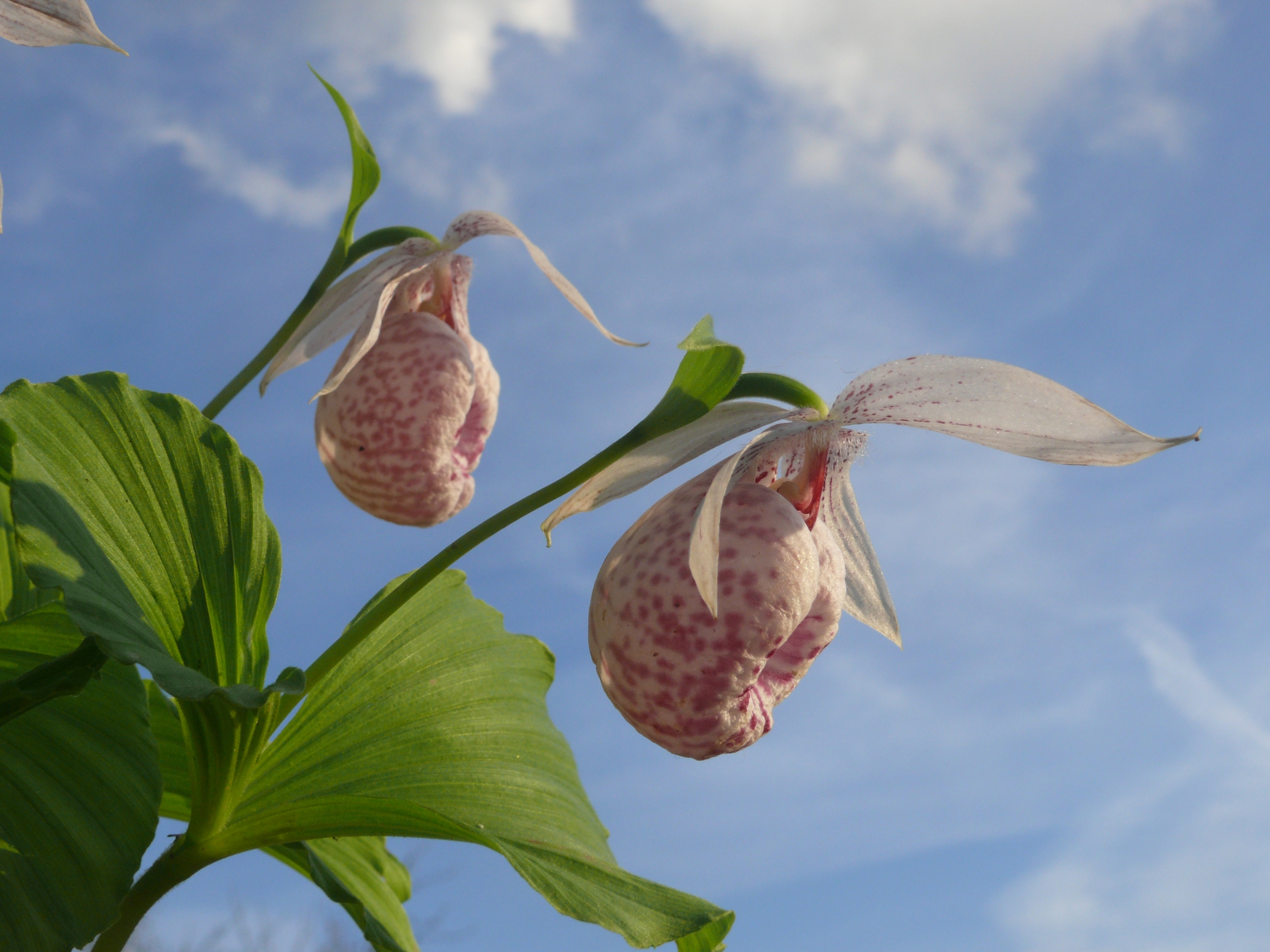
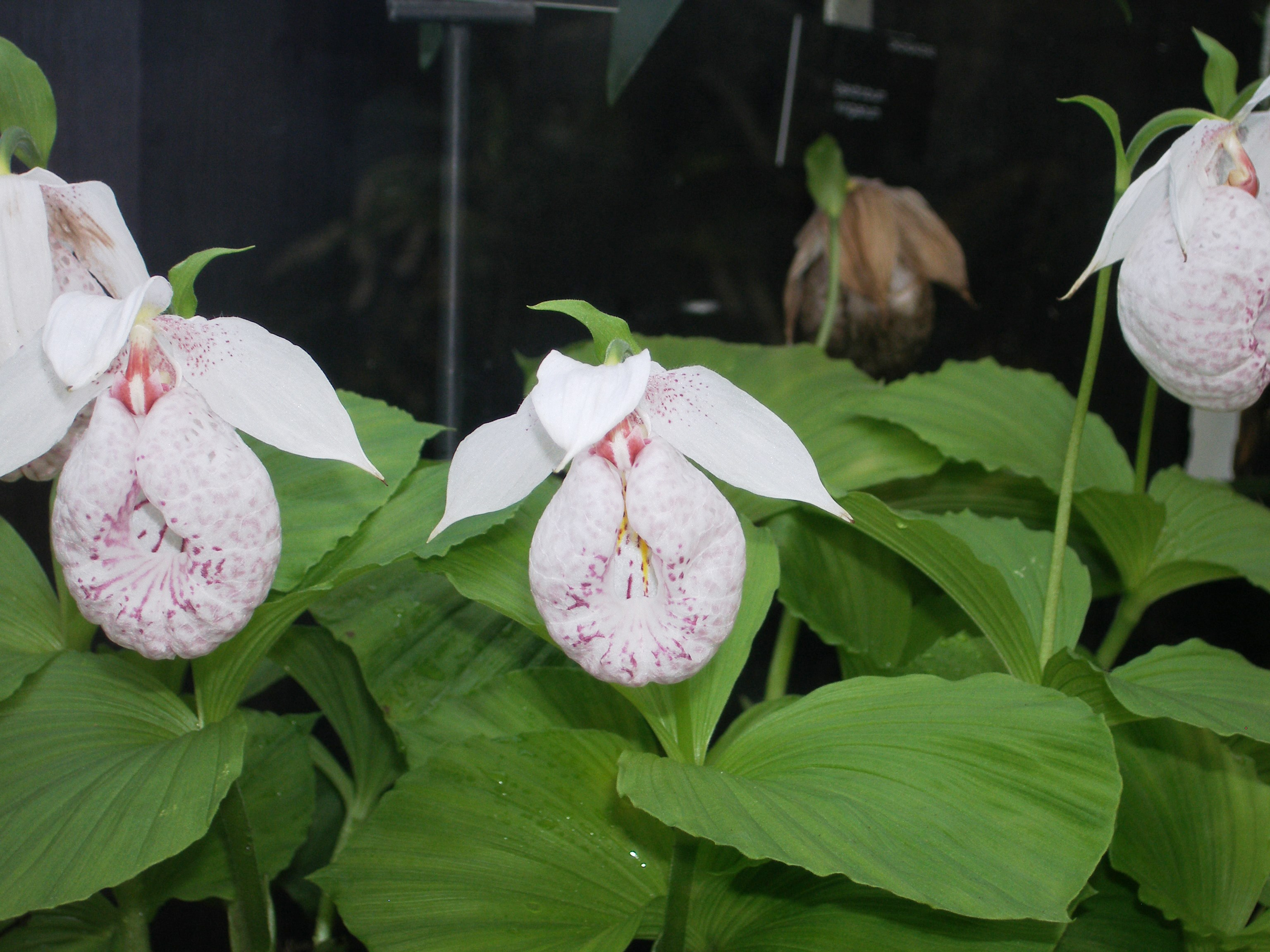